# Kiamika
Kiamika es un municipio canadiense situado en la provincia de Quebec.

## Superficie
Kiamika tiene una superficie de 337,53 km².

## Demografía
En 2021, tenía 790 habitantes, una densidad poblacional de 2,3 hab./km², y 508 viviendas.